# Kretzschmariella
Kretzschmariella is een monotypisch geslacht van schimmels dat behoort tot de familie Xylariaceae. De typesoort is Leprieuria bacillum. Het geslacht bevat alleen Kretzschmariella guaduae.